# Axel (keresztnév)
Az Axel héber-dán-svéd eredetű férfinév, jelentése: a béke atyja.

## Gyakorisága
Az 1990-es években nem volt anyakönyvezhető, a 2000-es években nem szerepel a 100 leggyakoribb férfinév között.

## Névnapok
- szeptember 2.

## Híres Axelek
- Axwell - Axel Christofer Hedfors - svéd DJ, producer
- Axel Munthe, orvos, pszichiáter
- Axel Witsel belga labdarúgó